# Ambartsjik
Ambartsjik (Russisch: Амбарчик) is een havenplaats (posjolok) in het uiterste noordoosten van de oeloes Nizjnekolymski in het noordoosten van de Russische autonome republiek Jakoetië. De plaats ligt aan de Ambartsjikbocht aan de oostzijde van de monding van de rivier de Kolyma, iets ten westen van het autonome district Tsjoekotka en iets ten zuiden van de Oost-Siberische Zee. De plaats ligt op 110 kilometer van het oeloescentrum Tsjerski en 82 kilometer van het naslegcentrum Pochodsk (nasleg Pochodski). In 2001 telde het 6 inwoners, hetgeen de laatste decennia een min of meer constant aantal is.

## Geschiedenis
De plaats werd voor het eerst gespot tijdens de Tweede Kamtsjatka-expeditie in 1740 door Dmitri Laptev (tijdens zijn tocht langs de kust tussen de Lenadelta en Kaap Bolsjoj Baranov), die er overwinterde en er een kleine voorraadschuur liet bouwen. In 1909 ontdekte poolonderzoeker Georgi Sedov de overblijfselen hiervan en zei "A tsjem ne Ambartsjik?" ("is dat geen graanschuurtje?"). 'Ambartsjik' is het Russische verkleinwoord voor 'Ambar' ("graanschuur"). Deze naam werd sindsdien aan de plaats gegeven.
In 1932 werd in opdracht van de Dalstroj door Goelagdwangarbeiders een haven met drie grote pieren, een doorvoerkamp (vanaf 1935) en een aantal voorraadschuren gebouwd om het te gebruiken als doorgangskamp voor gevangenen die tijdens het korte vaarseizoen tussen augustus en september werden aangevoerd vanaf havens als Vladivostok, Vanino en Nagajevo en hier opgevangen werden alvorens ze verder werden vervoerd werden naar het lagpoenkt (werkkamp) waar ze waren ingedeeld voor dwangarbeid verder stroomopwaarts de Kolyma, zoals Verchnekolymsk en zuidelijker gelegen havens. Tijdens de eerste winter overwinterden de gevangenen op een schip in de Tsjaoenbaai, waarbij driekwart van de gevangenen scheurbuik kreeg, zodat alle bouwwerkzaamheden tijdelijk moesten worden stilgelegd. Een later onwaar verhaal gebleken verhaalt dat het Goelagschip de Dzjoerma in de winter 1933-34 onderweg met 12.000 gevangenen naar Ambartsjik vast kwam te zitten in het ijs, waarbij een groot deel van de gevangenen omkwam, wat het tot de ergste scheepsramp uit de geschiedenis zou hebben gemaakt. Uit onderzoek bleek dat het betreffende schip toen echter nog als de Brielle in Nederlands bezit was en haar capaciteit bovendien daarvoor veel te klein was (maximumcapaciteit met overbelading werd geschat op 6.500 personen). Mogelijk ging het om een abusievelijke verwisseling met het vrachtschip Chabarovsk dat onderweg terug was van Ambartsjik na de gevangenen daar mogelijk al te hebben afgezet.
Ambartsjik bestond als Goelagdoorvoerkamp tussen 1932 en 1954. In sommige jaren werden hier 200.000 tot 300.000 gevangenen overgeladen. Het was daarmee een van de grootste havens van de Goelag, al is nooit duidelijk geworden hoeveel mensen in totaal hierlangs naar de kampen werden gebracht. Er bevindt zich tevens de grootste begraafplaats van de Goelag boven de noordpoolcirkel. Niet altijd verbleven er evenveel gevangenen; volgens archieven van de oblast Magadan verbleven er bijvoorbeeld op 1 november 1948 123 personen in het deportatiecentrum, in lagpoenkt nr. 3 778 mensen en in het dorp zelf 355 gevangenen (andere bevolking werd niet meegeteld), in totaal dus 1256 gevangenen. De gevangenen werden ingezet bij de bouw van de haven en havenfaciliteiten en het overhevelen van goederen van zeeschepen naar rivierschepen. Rondom het complex lagen kilometers prikkeldraad.
In 1935 werd door de gevangenen ook een poolstation (meteorologisch en poolonderzoek; afdeling van Pevek) gebouwd bij Ambartsjik (op een heuvel enkele honderden meters van de kust) voor de Sevmorpoet, waarop het dorp een leidende rol begon te vervullen in het onderzoek in het poolgebied. Dit poolstation wordt 'Ambartsjik' of 'Boechta Ambartsjik' (Ambartsjikbocht) genoemd.
Tijdens de Tweede Wereldoorlog werd het dorp beschoten door Duitse onderzeeërs tijdens Operatie Wunderland. De inwoners wisten zich net op tijd te bewapenen om te verhinderen dat Duitse troepen aan land konden gaan vanuit de onderzeeboten, daarbij geholpen door de ondiepe wateren van de Ambartsjikbocht (tot 5 meter diep), die ervoor zorgden dat de Duitse onderzeeboten niet dichtbij genoeg konden komen.
De ondiepe wateren verhinderden echter ook dat er veel scheepvaart op de haven plaats kon vinden, die daarop langzaam voorbij werd gestreefd door de zuidelijkere haven van Zeljony Mys bij Tsjerski, die wel geschikt was voor grotere schepen. Met de sluiting van de Goelag verdween de bevolking in rap tempo en bleef alleen het poolstation over, dat tot op heden weerinformatie doorgeeft aan schepen. Het poolstation wordt voorzien van elektricteit door een dieselaggregaat. In 1984 (tijdens de poolnacht) brak brand uit waardoor de tractor van het poolstation en het gebouw eromheen werd vernietigd. In 1986 werd een onderzoekspier (voor getijdewisselingen) vernietigd tijdens hoogwater. Ooit waren er plannen voor de bouw van een ionosonde.

## Omgeving
Overblijfselen van de Goelagperiode zijn zichtbaar rondom de plaats in de vorm van halfvergane opslagplaatsen, barakken, cellen en de begraafplaats, alsook restanten van prikkeldraad. Het geheel heeft het aanzicht van een vuilnisbelt. Van de drie pieren resteert nog een.
In 1993 werd een monument ter nagedachtenis aan de gevangenen opgericht op een heuvel achter het poolstation. Op een rotsachtig eilandje nabij Kaap Stolbovoj aan de noordelijke monding van de Ambartsjikbocht werd in 1977 een metalen constructie van 3 meter hoog geplaatst ter ere van de hydrografische expeditie van Georgi Sedov.
De plaats is door winterwegen verbonden met een aantal obwewoonde nederzettingen in de buurt, zoals de factorij Medvezjka, Jandrino en Ljol. Ook loopt een winterweg naar een aantal voormalige mijnschachten in het oosten (Dvoeretsje & Malysj). De dichtstbijzijnde bewoonde plaats is het gehucht Michalkino (± 2 inwoners).